# Live Act Urbangame
『Live Act Urbangame』（ライブアクト・アーバンゲーム）は1989年9月21日に発売された、原田真二 with THE AIR （SHINJI HARADA WITH THE AIR） のライブビデオである。

## 概要
NECアベニュー移籍後初アルバム『Urban game』発売に伴うライブツアーの映像を収録。
移籍に際しバンドをこれまでのクライシスから改変。新しいバンド "THE AIR" を率いての原田真二2作目のライブビデオ。
ライブスタイルは、1984年頃から続けてきた、バンド形態でありながらダンス／ライティング／寸劇等を取り入れた、ライブアクトと名づけたステージ。
このビデオと同時に、ライブアルバム『Just Urban Night』を、3曲（URBAN GAME・CAN YOU FEEL ME・STILL I LOVE YOU）以外は収録曲を変え、音源 & ビジュアルで同時発売している。

### バンドメンバー
原田真二 （ボーカル＆キーボード＆ギター）

#### THE AIR
リューベン辻野 （ドラムス）／佐藤タイゴ （ベース）／深沢順 （キーボード＆マニピュレーター）／柴和彦 (=矢吹薫) （ギター）／セセラ ＆ アミュ （サックス&コーラス）

## 収録曲
- 全 作詞・作曲・編曲：原田真二

1. URBAN GAME
2. CAN YOU FEEL ME
3. STILL I LOVE YOU
4. REVUE NIGHT
5. LUCKY BEAT
6. YOU ARE MY ENERGY
7. ENDING URBANGAME